# Bagnères-de-Luchon
Bagnères-de-Luchon este o comună în departamentul Haute-Garonne din sudul Franței. În 2009 avea o populație de 2.600 de locuitori.

## Evoluția populației
| An        | 1975  | 1982  | 1990  | 1999  | 2006  | 2009  |
| --------- | ----- | ----- | ----- | ----- | ----- | ----- |
| Populație | 3.484 | 3.498 | 3.094 | 2.900 | 2.619 | 2.600 |